# Madame Louis Lévêque
ʽMadame Louis Lévêque’ est un cultivar de rosier mousseux obtenu en 1898 par le rosiériste français Louis Levêque. Il rend hommage à l'épouse de l'obtenteur, horticulteur à Ivry-sur-Seine, ancien maire de cette ville et conseiller général. Cette variété ne doit pas être confondue avec le rosier thé du même nom aux fleurs jaunes, obtenu par Louis Lévêque en 1892.

## Description
Le buisson de cette variété, vigoureux et sain, s'élève de 90 cm à 150 cm de hauteur et possède un feuillage dense et vert moyen. Ses fleurs sont grosses et doubles, de forme globulaire, au coloris rose frais, devenant de plus en plus pâle. Au début, les roses sont parfaitement sphériques puis, lorsqu'elles sont complètement en fleurs, deviennent peu profondes. Les pétales fins et légèrement ridés se replient légèrement. Malheureusement, ils ne s'ouvrent pas quand la fleur est mouillée. Les roses de cette variété sont bien parfumées, surtout le matin. La floraison est légèrement remontante, en fin d'été. À l'automne, ses gros cynorhodons sont rares, en forme de poire, peu sertis avec de fortes soies et avec des sépales attachés.
Cette variété résiste à des températures de l'ordre de -20 °C et préfère les situations ensoleillées. Elle ne nécessite que peu de soin, mais un sol riche et bien drainé, pouvant toutefois d'adapter à un sol pauvre. Elle se plaît aussi bien sous le climat méditerranéen que dans des régions à climat hivernal plus rude. Elle est présente dans les catalogues internationaux de rosiers à l'ancienne. Elle fait merveille dans les bordures et les petits massifs. Elle tient bien en vase.
On peut l'admirer à l'Europa-Rosarium de Sangerhausen.